# فرنسيس آي. ماكينا
فرنسيس آي. ماكينا (بالإنجليزية: Francis I. McKenna)‏ هو مدرس أمريكي، ولد في 25 فبراير 1859 في مقاطعة بيري في الولايات المتحدة، وتوفي في 24 فبراير 1914 في بورتلاند في الولايات المتحدة بسبب أم الدم داخل القحف.